# Dahu (Fabeltier)

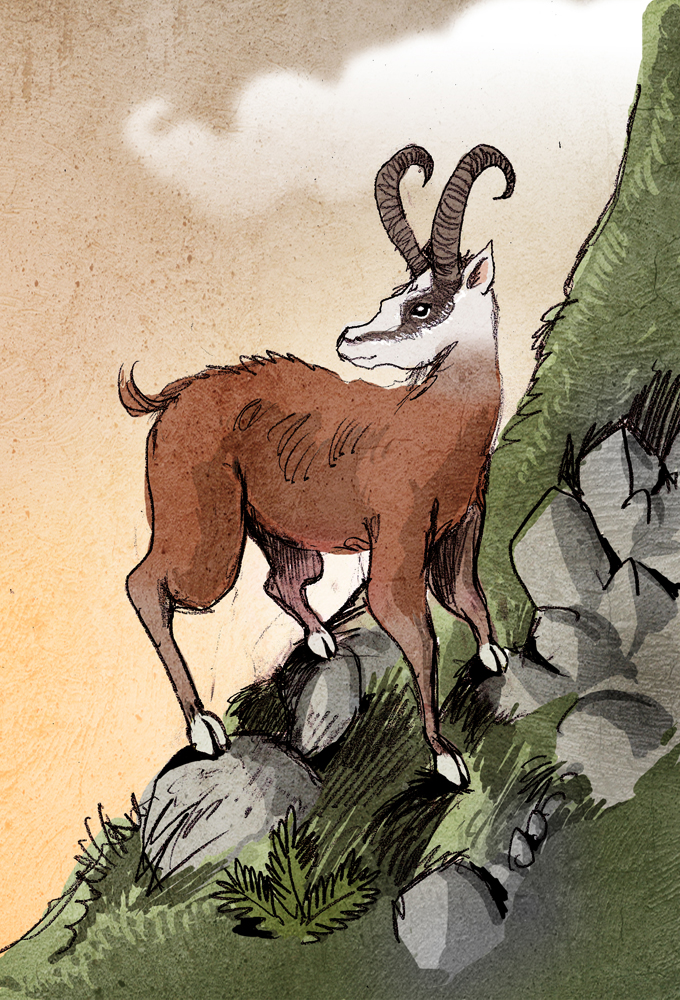
Darstellung eines Dahu

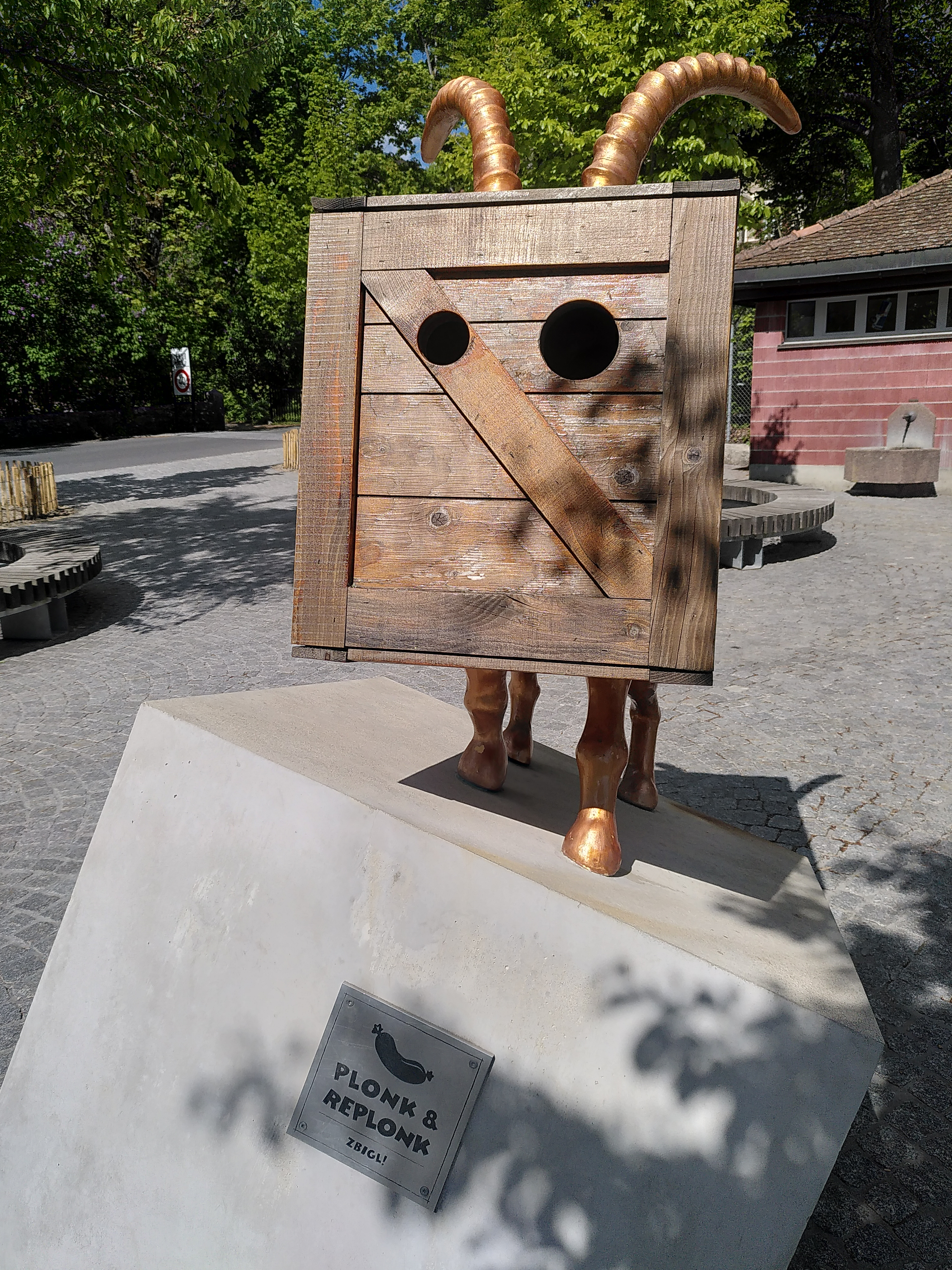
Dahu, gezeigt von Plonk & Replonk

Der Dahu (schweiz. auch das Dahu, auch Dahut, Däjü oder Dairi im Jura), Darou in den Vogesen oder Tamarou in den Pyrenäen – ist ein Fabelwesen und eine frankophone Entsprechung zum bayerischen Wolpertinger beziehungsweise dem Hanghuhn.

## Aussehen
Charakteristisch für den Dahu sind die Läufe, die auf der einen Seite kürzer sind als auf der anderen, um besser am Berghang stehen und gehen zu können. Dabei unterscheidet man den „linksläufigen Dahu“ (franz. dahu lévogyre) und den „rechtsläufigen Dahu“ (franz. dahu dextrogyre), die sich aber nur sehr selten untereinander vermischen, da es beim Begattungsakt technische Schwierigkeiten gibt. Es sollen aber auch Dahus vorkommen, bei denen die Hinter- oder die Vorderläufe kürzer sind, um mit dem Gesicht hangab bzw. -aufwärts zu blicken.
Der Dahu wird manchmal als gämsenähnliches Tier beschrieben, manchmal als Mischform von Wieseln, Kaninchen, Eichhörnchen, Vögeln und Ziegen. Die wichtigsten Merkmale eines Dahus sind die Hörner und seine ungleichmässig langen Beine.
Der Dahu verfügt in der Schweiz über Artgenossen namens Rilbi (Camelus alpinus helveticus).

## Arten
- Dahu dextrogyrus (Kürzere rechte Beine)
- Dahu levogyrus (kürzere linke Beine)
- Dahu ascendus frontalis (Kürzere vordere Beine)
- Dahu descendus frontalis (Kürzere hintere Beine)

## Die Jagd
Will man einen Dahu fangen, so muss man sich ihm von unten nähern und einen Lockruf ausstossen. Der Dahu wird sich umdrehen und, wegen der Asymmetrie seiner Beine, umkippen und den Hang hinabrollen. Man muss nur noch einen Sack aufhalten, um ihn darin zu fangen. Diese Methode wurde ursprünglich für die Jagd auf das Hanghuhn beschrieben und später zur Anwendung auf andere Arten mit ähnlichen Anpassungen des Körperbaus an die Topographie des bevorzugten Lebensraums ausgeweitet.

## Fortpflanzung
Hier gehen die Meinungen auseinander. Einige Quellen behaupten, die Männchen stünden mit der linken Flanke zum Hang und die Weibchen mit der rechten Flanke, wohingegen andere das als zwei verschiedene Unterarten bezeichnen. Jedenfalls baut der Dahu ein Nest, in dem die Paarung stattfindet. Die Jungen schlüpfen aus Eiern und werden im Nest großgezogen.

## Sonstiges
Die Schweizer Band Black Sea Dahu ist nach dem Fabelwesen benannt.

## Fussnoten
1. ↑  Ein Blick in die deutschsprachigen Zoos: Neue Wildtierart im Natur- und Tierpark Goldau. In: Der Beutelwolf-Blog. Archiviert vom Original (nicht mehr online verfügbar) am 25. April 2016; abgerufen am 25. April 2016.
2. ↑  Was ist ein Dahu? | Janine Cathrein von Black Sea Dahu erklärt, was ihr Bandname eigentlich bedeutet. Kennt ihr das Dahu? 🐐 | By SRF Kultur. Abgerufen am 2. Dezember 2024.